# Berric
Berric (bret. Berrig) – miejscowość i gmina we Francji, w regionie Bretania, w departamencie Morbihan.
Według danych z roku 1990 gminę zamieszkiwało 816 osób, a gęstość zaludnienia wynosiła 38 osób/km² (wśród 1269 gmin Bretanii Berric plasowało się na 653. miejscu pod względem liczby ludności, natomiast pod względem powierzchni na miejscu 467.).